# Cricetomys emini
Cricetomys emini là một loài động vật có vú trong họ Nesomyidae, bộ Gặm nhấm. Loài này được Wroughton mô tả năm 1910.

## Hình ảnh

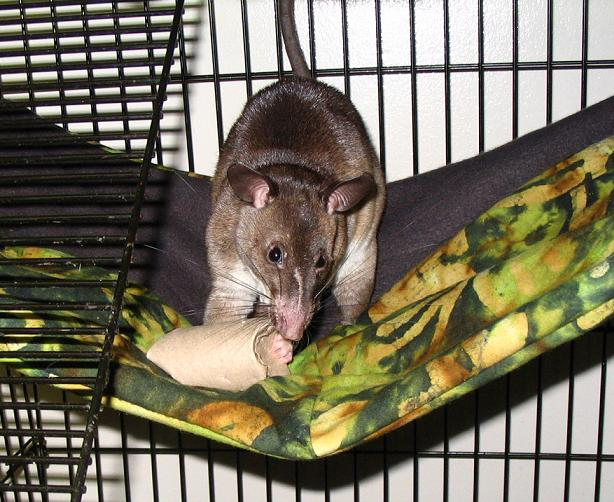